# پس از تولد دیگر نمی‌توانی پنهان شوی
پس از تولد دیگر نمی‌توانی پنهان شوی (ایتالیایی: Quando sei nato non puoi più nasconderti) فیلمی به کارگردانی مارکو تولیو جوردانا است که در سال ۲۰۰۵ منتشر شد. از بازیگران آن می‌توان به السیو بونی، میکائلا چسکون و آدریانا استی اشاره کرد. داستان فیلم در مورد مهاجرت نامستند به ایتالیا از طریق دریای مدیترانه است.